# Peter Pláteník
Peter Pláteník (Bratislava, 16 marzo 1981) è un ex pallavolista ceco.

## Carriera
Nasce nell'attuale capitale slovacca, ma cresce con nazionalità ceca, essendo nato ai tempi della Cecoslovacchia. La prima squadra ad alto livello in cui approda è il team belga del Maaseik, in cui giocherà per un anno solo. L'anno successivo gioca in Grecia, al Panathinaikos Athlitikos Omilos di Atene. La stagione 2005-06 lo porterà per la prima volta a giocare in italia, nella squadra cuneese Piemonte Volley, dove giocherà come terzo schiacciatore dietro al capitano belga Wijsmans e al brasiliano Giba, giocherà titolare i play-off per lo scudetto, quando il capitano viene spostato nel ruolo di opposto. L'anno successivo passa alla serie A2, giocando a Milano. Questa volta lo schiacciatore ceco gioca titolare, centrando la promozione in serie A1. L'anno successivo gioca a Padova, alla corte di Bruno Bagnoli, in serie A1. Nella stagione 2008-09 fa ritorno a Cuneo, giocando molte partite in alternanza con il brasiliano Manius Abbadi.

## Palmarès
- Campionato italiano serie A2: 1

2006-07
- Coppa Italia: 2

2005-06 (A1), 2006-07 (A2)

### Nazionale (competizioni minori)
- European League 2004